# Văleni-Stânișoara
Văleni-Stânișoara – wieś w Rumunii, w okręgu Suczawa, w gminie Mălini. W 2011 roku liczyła 687 mieszkańców. 